# Agnes Steiner
Agnes Steiner (geboren 1845 in Hamburg; gestorben 9. April 1925 ebenda) war eine deutsche Blumenmalerin und Lithografin. In ihrer aktiven Schaffensperiode spielte sie „eine bedeutende Rolle im Hamburger Kunstleben“.

## Leben

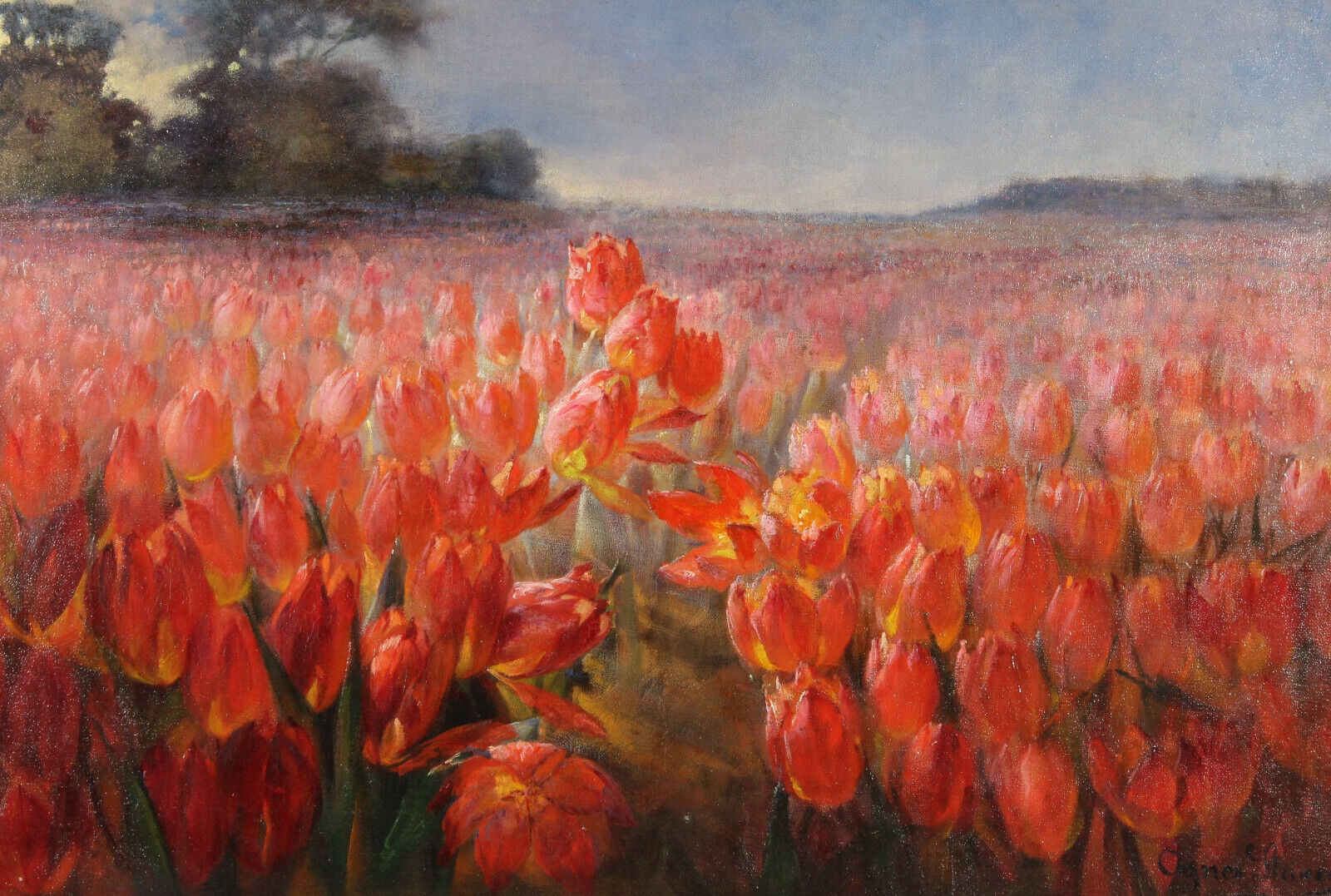
Um 1900: impressionistisches „Tulpenfeld“, Öl auf Leinwand

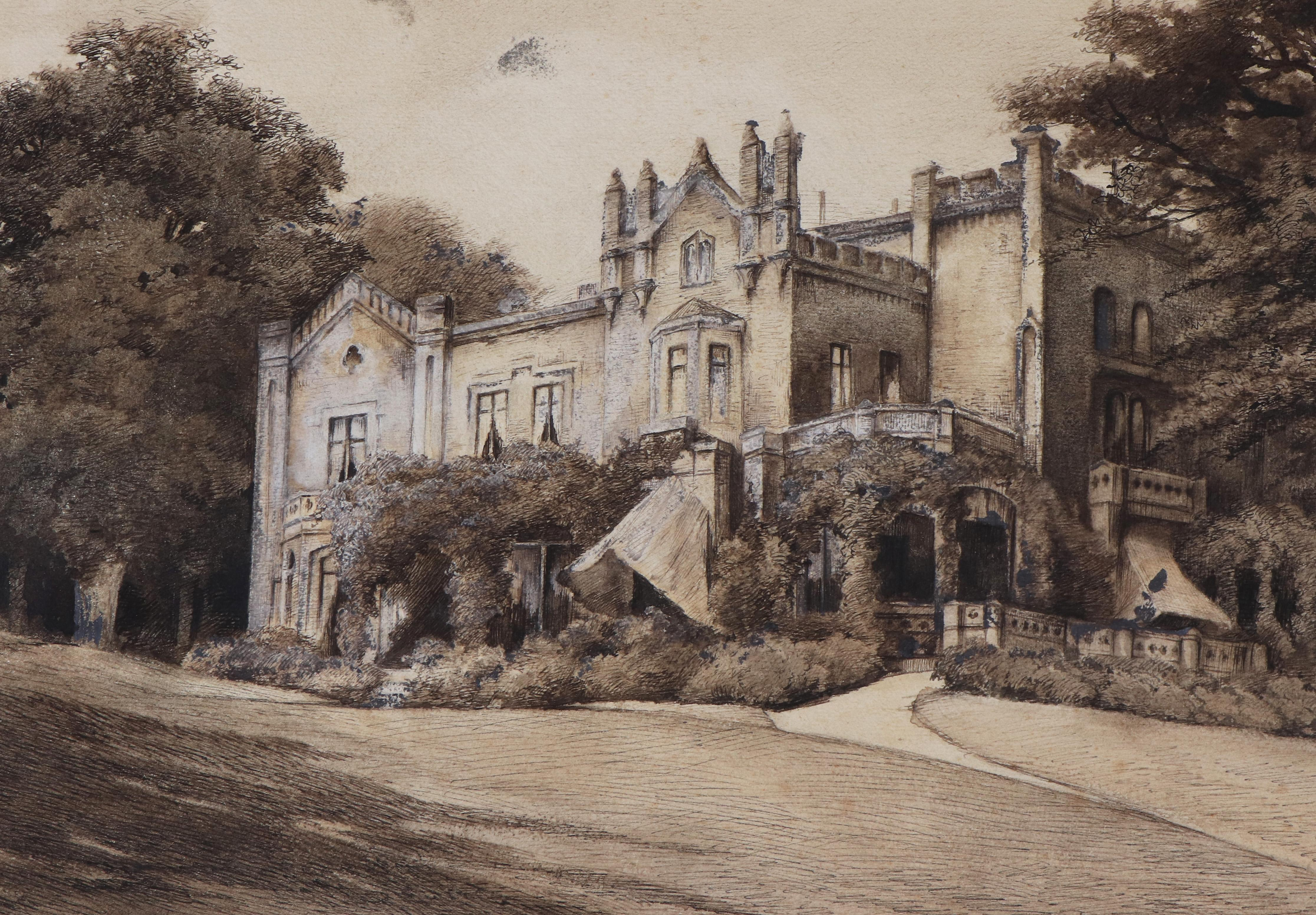
„Villa am Harvestehuder Weg“;
o. D., Tusche- und Federzeichnung mit etwas Weißhöhung auf Papier, auf Pappe montiert

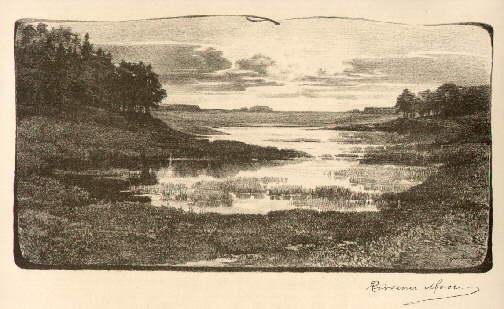
„Rissener Moor“, Kreidelithografie, 1900

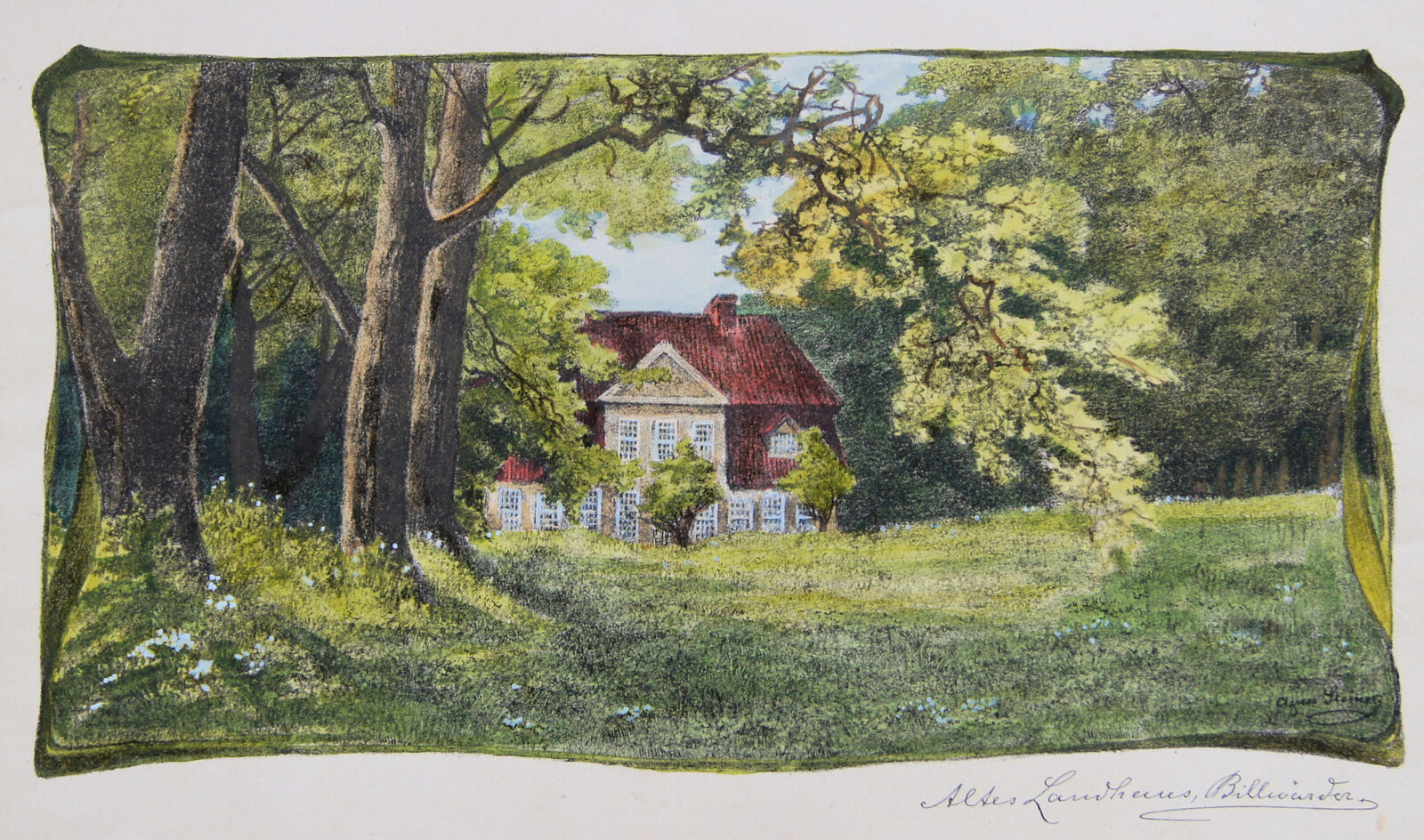
„Hamburg Billwärder Landhaus“;
kolorierte Lithografie mit Tonplatte, 1900

Agnes Steiner gründete in den 1880er Jahren in Hamburg eine „Damenmalschule“, eine Malschule für Frauen, für die sie „bedeutende Künstler als Lehrkräfte“ verpflichten konnte.
Das Hamburger Adreß-Buch für 1889 verzeichnete „Steiner, Frau A., Zeichnenlehrerin“ im Hause Alsterweg 5. Im Jahre 1896 taucht sie im Adressbuch von bildenden Künstlern der Gegenwart auf als „Steiner, Frau Agnes, Mn., Hamburg, Neue Koppel 20“.
Steiner selbst lehrte das Landschaftszeichnen. Um Weihnachten 1895 brachte sie bei Boysen & Maasch in Hamburg eine 30 Seiten umfassende große, elegant ausgestattete Mappe heraus, deren Blätter als Vorlagen für Anfängerinnen gedacht waren. Zu Steiners bekanntesten Arbeiten zählen dann jene 25 Lithografien, die im Jahr 1900 mit Texten von Julius Faulwasser ebenfalls bei Boysen & Maasch als Mappenwerk erschienen unter dem Titel Hamburger Landsitze und Landschaften aus alter und neuer Zeit.
1895 erschien bei Kittler in Leipzig das von Elise Averdieck verfasste, 115 Seiten umfassende Bilderbuch Schulmeisters Spitz und seine Bekannten. Erzählungen für Kinder mit Illustrationen von Agnes Steiner. Das Werk erschien 1910, reduziert auf 98 Seiten, in dritter Auflage.